# Brezje (Radovljica)
Brezje is een plaats in Slovenië en maakt deel uit van de gemeente Radovljica in de NUTS-3-regio Gorenjska. De plaats telde 480 inwoners op 1 januari 2020.

## Bezienswaardigheid
- De Maria Hulp der Christenenkerk is de belangrijkste bedevaartskerk van Slovenië. De kerk verkreeg in 1988 van paus Johannes Paulus II de status van basilica minor.